# Commonwealth Fusion Systems
Commonwealth Fusion Systems (CFS) és una empresa americana d'energia de fusió fundada el 2018 a Cambridge, Massachusetts, després d'una empresa derivada (spin-out) del Massachusetts Institute of Technology (MIT). El seu objectiu declarat és construir una petita central de fusió basada en el disseny del tokamak ARC. Ha participat en el programa d'innovació en coneixement públic-privat INFUSE del Departament d'Energia dels Estats Units, amb diversos laboratoris i universitats nacionals.

## Història
CFS es va fundar el 2018 com una empresa derivada del Centre de Ciència i Fusió del Plasma del MIT. Després d'un finançament inicial de 50 milions de dòlars el 2018 de la multinacional italiana Eni, CFS va tancar la seva ronda A de finançament de capital risc el 2019 amb un total de 115 milions de dòlars en finançament d'Eni, Breakthrough Energy Ventures de Bill Gates, Khosla Ventures de Vinod Khosla i altres. CFS va recaptar 84 milions de dòlars addicionals en finançament de la sèrie A2 de Temasek de Singapur, Equinor de Noruega i Devonshire Investors, així com d'inversors anteriors.  A l'octubre de 2020, CFS tenia aproximadament 100 empleats.
El setembre de 2020, l'empresa va informar de progressos significatius en el disseny físic i d'enginyeria del tokamak SPARC, i, a l'octubre de 2020, del desenvolupament d'un nou cable superconductor d'alta temperatura, anomenat VIPER. Durant el període de 9 mesos del 2019 al 2020, l'empresa va comprar més de 300 quilòmetres de cable en longituds d'entre 400 i 600 metres a proveïdors, més del que van produir alguns proveïdors durant els 6 anys anteriors.
El març de 2021, CFS va anunciar plans per construir una seu central, una fàbrica i un campus de recerca (inclòs el tokamak SPARC) a Devens, Massachusetts. També el 2021, el CEO Bob Mumgaard va ser nomenat membre del consell d'administració de la Fusion Industry Association, que es va constituir com a associació sense ànim de lucre centrada en la lluita contra el canvi climàtic.
El setembre de 2021, l'empresa va anunciar la demostració d'un imant superconductor d'alta temperatura, capaç de generar camps magnètics de 20 Tesla. Segons el New York Times, aquesta va ser una prova reeixida de "la versió més potent del món del tipus d'imant crucial per a molts esforços de fusió"
El novembre de 2021, l'empresa va recaptar 1.800 milions de dòlars addicionals en finançament de la Sèrie B per construir i operar el tokamak SPARC,  finançat per Temasek Holdings, Google, Bill Gates i Eni.
Al desembre, l'empresa va començar la construcció de SPARC a Devens, Massachusetts.
El març de 2022, Axios va informar que, com a resultat de les sancions contra Rússia, CFS s'enfrontava a importants problemes a la cadena de subministrament.
A finals del 2022, CFS havia crescut fins a tenir aproximadament 350 empleats i es preparava per traslladar-se al seu campus de Devens.
La inauguració cerimonial del campus de Devens es va celebrar el febrer de 2023.
El març de 2023, Eni i CFS van signar un acord plurianual per col·laborar en l'obtenció dels components i les autoritzacions necessàries per a la construcció de la primera planta experimental SPARC, així com la construcció de la primera central elèctrica Arc i la identificació de països que puguin estar interessats en acollir-la.
El maig de 2023, el Departament d'Energia dels Estats Units va concedir finançament addicional a l'empresa juntament amb set altres empreses nord-americanes a través del Programa de Desenvolupament de Fusió Basat en Fites.
El 2024, CFS va anunciar plans per construir la primera central elèctrica de fusió nuclear comercial a escala de xarxa del món al James River Industrial Center, al comtat de Chesterfield, Virgínia. La planta produirà uns 400 MWe.

## Tecnologia
CFS té la intenció de demostrar una energia neta positiva en un tokamak mitjançant el tokamak SPARC, que obrirà el camí a una planta ARC elèctrica de diversos centenars de MW. Planegen aconseguir-ho incorporant un imant superconductor de gran calibre i camp elevat (20 Tesla) fet de VIPER, una cinta superconductora d'òxid de coure i itri i bari. Com a superconductor d'alta temperatura, VIPER pot suportar corrents elèctrics i camps magnètics més alts que els que eren possibles anteriorment. Els tokamaks anteriors utilitzaven imants superconductors de coure o de baixa temperatura que havien de ser de grans dimensions per crear el camp magnètic necessari per aconseguir energia neta. L'imant superconductor d'alta temperatura CFS està pensat per crear camps magnètics molt més forts, permetent que els tokamaks siguin molt més petits.
El primer imant d'aquest tipus es va construir i provar el 2021. L'imant en forma de D constava de 16 capes, cadascuna de les quals contenia cinta HTS. Pesava 10 tones i feia 2,4 metres d'alçada, incloent-hi 265 quilòmetres de cinta adhesiva. SPARC inclourà 18 imants similars. La tecnologia magnètica utilitzada a SPARC té com a objectiu donar "al món un camí clar cap a l'energia de fusió", segons el CEO del CFS, Bob Mumgaard.
A partir de l'octubre de 2024, es preveia que SPARC comencés a operar el 2026, amb l'objectiu de demostrar una potència neta (Q > 1) el 2027. CFS també té previst construir una central elèctrica basada en el disseny ARC a principis de la dècada del 2030. Tant SPARC com ARC tenen previst utilitzar combustible de deuteri-triti, que produeix heli com a subproducte.
Es preveu que SPARC tingui un plasma en flames. Això significa que el procés de fusió seria predominantment d'autoescalfament.